# Before the Party's Over
Before the Party's Over is een single van de Belgische zanger Mustii. Het nummer is geschreven door Mustii, Pierre Dumoulin en Benoit Leclercq. Het is de Belgische inzending voor het Eurovisiesongfestival 2024 in Malmö, Zweden. Het nummer eindigde in de halve finale, zonder gekwalificeerd te worden voor de finale.

## Achtergrond
Het nummer werd geproducet door Benoit Leclercq, Tobie Speleman en Pierre Dumoulin. Die laatste was ook het brein achter het nummer City Lights, het Songfestivalnummer van Blanche in 2017. Het nummer bevat ook vocalen van fans, die een zin konden inzingen die op het einde van het nummer te horen is. Het nummer werd officieel samen met de videoclip uitgebracht op 20 februari 2024. De radiozender Tipik lekte het nummer echter al in primeur twee dagen op voorhand.

## Hitnoteringen

### Ultratop 50 Vlaanderen
| Positie: | 39 | 11 | 10 | 17 | 21 | 23 | 26 | 25 | 23 | 23 | 20 | 15 | 6 | 46 | uit |